# Plébiscite

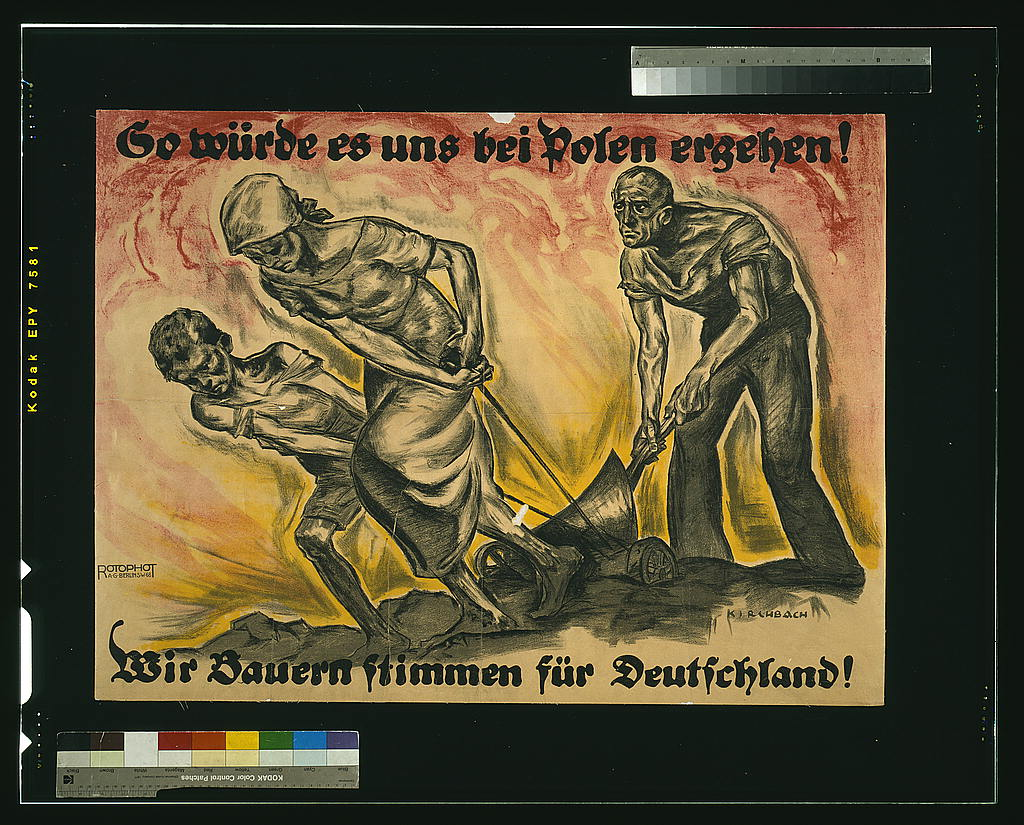
Affiche de propagande, figurant le texte : « C'est comme ça que ça se passerait pour nous en Pologne ! Nous, les agriculteurs, nous votons pour l'Allemagne ! » Cette affiche a été diffusée dans les territoires allemands de Silésie qui devaient choisir, par plébiscite, de rejoindre la Pologne ou l'Allemagne à la fin de la Première Guerre mondiale.

Un plébiscite (du latin plebiscitum — de plebs, « plèbe, peuple », et scitum, « décision, décret ») est une consultation sur la volonté d'un peuple au regard d'une importante décision, comme celle de relever d'un État ou d'un autre. Au sens latin du terme, le plébiscite est conçu comme un instrument véritablement démocratique, et non comme celui du césarisme.
Son acception moderne le définirait plutôt comme un dérivé du référendum qui consisterait à approuver ou non la politique d’un souverain par l’intermédiaire de la question posée. La différence entre les deux est la suivante : un référendum répond à une question, tandis qu'un plébiscite reconnaît ou non la prise du pouvoir d'un souverain (représentant de l’État). Certains référendums peuvent cependant être accusés de "dérive plébiscitaire", lorsque le peuple répond - ou est invité à répondre - non pas à la question réellement posée, mais à celui qui la pose (le Général de Gaulle est allé jusqu'à promettre de démissionner de la présidence de la République si la réponse majoritaire d'un référendum était négative, le transformant de fait en plébiscite, plus particulièrement lors du référendum de 1969).

## Dans l'Histoire

### Rome antique
Durant la République romaine, les plébiscites sont des décisions proposées par les tribuns de la plèbe et votées par les concilia plebis (« assemblée de la plèbe » excluant les patriciens). Les patriciens disaient ne pas être tenus par les plébiscites qui avaient été faits sans leur intervention. Mais dans la suite, la lex Hortensia votée en 286 avant notre ère a disposé que les plébiscites engageraient l'ensemble du peuple, plébéiens et patriciens. C'est ainsi que les plébiscites ont été assimilés aux lois votées par les autres assemblées romaines.

### Temps modernes

#### En principauté de Liège
Plébiscite pour le rattachement de la principauté de Liège à la République française, en 1793, à la suite de la révolution liégeoise.

#### Au duché de Parme
Plébiscite au duché de Parme en 1860.

#### Au comté de Nice
Plébiscite pour l'annexion de Nice (15 et 16 avril 1860) à l'Empire français en 1860, faisant suite au traité de Turin.

#### Au duché de Savoie
Plébiscite pour l'annexion de la Savoie (22 et 23 avril 1860) à l'Empire français en 1860, faisant suite au traité de Turin.

#### En Allemagne
Adolf Hitler se fait plébisciter « Führer et chancelier du Reich » le 19 août 1934. D'autres plébiscites sont organisés par la dictature nazie, notamment pour légitimer la sortie de la Société des Nations en 1933 et pour l'annexion de l'Autriche en 1938.

#### En Suisse
Lors du plébiscite jurassien, le 23 juin 1974, le peuple jurassien choisissait de se séparer du canton de Berne pour former le canton du Jura.

### En France
Le plébiscite (et par extension le référendum) est souvent associé au bonapartisme. Le Premier et le Second Empire connurent ainsi un certain nombre de plébiscites, tous sans exception largement gagnés par le pouvoir.

#### Consulat
Sous le consul Napoléon Bonaparte
- en décembre 1799, après le coup d'État du 18 Brumaire, pour instaurer le Consulat[1] ;
- en août 1802, pour instaurer le Consulat à vie[1] ;
- en mai 1804, pour l'installation de l'Empire[1].

#### Premier Empire
Sous l'empereur Napoléon Ier
- en juin 1815, pour l'acte additionnel aux constitutions de l'Empire restauré durant les Cent-Jours.

#### Deuxième République
Sous le président Louis-Napoléon Bonaparte
- en décembre 1851, pour ratifier son coup d'État[1],[4] ;
- en novembre 1852, pour le rétablissement de l'Empire[1],[4].

#### Second Empire
Sous l'empereur Napoléon III
- en avril 1860 pour le rattachement à la France de Nice puis de la Savoie (plébiscites locaux limités au comté de Nice et au duché de Savoie) ;
- le plébiscite du 8 mai 1870[1],[4].

#### Troisième République
Sous le Gouvernement de la Défense nationale
- en novembre 1870, pour faire ratifier en droit par « le Peuple de Paris » (à défaut du peuple français) la proclamation de la République par Léon Gambetta le 4 septembre 1870.

#### Cinquième République
Sous le président Charles de Gaulle
La connotation plébiscitaire chez de Gaulle était assez prégnante. C'est ainsi que l'on vit ce dernier démissionner le 28 avril 1969, soit le lendemain de l'échec du référendum portant sur le transfert de certains pouvoirs aux régions et la transformation du Sénat.